# Zanha
Zanha is een geslacht uit de zeepboomfamilie (Sapindaceae). De soorten komen voor in tropisch en zuidelijk Afrika en op Madagaskar.

## Soorten
- Zanha africana (Radlk.) Exell
- Zanha golungensis Hiern
- Zanha suaveolens Capuron

... · 
Acer (Esdoorn) · 
Aesculus (Paardenkastanje) · 
Alectryon · 
Allophylus · 
Atalaya · 
Dimocarpus · 
Harpullia · 
Litchi (Lychee) · 
Paullinia · 
Sapindus (Zeepnotenboom) · 
Talisia · 
Zanha · 
...